# EC Bad Tölz
EC Bad Tölz (celým názvem: Eisclub Bad Tölz) je německý klub ledního hokeje, který sídlí v bavorském městě Bad Tölz. Založen byl v roce 1928. Mužský tým působí v ligových soutěžích od roku 2002 pod názvem Tölzer Löwen. Německým mistrem se stal v letech 1962 a 1966. Od sezóny 2017/18 působí v Deutsche Eishockey Lize 2, druhé německé nejvyšší soutěži ledního hokeje. Klubové barvy jsou černá a žlutá.
Své domácí zápasy odehrává v hale weeArena s kapacitou 4 155 diváků.

## Historické názvy
Zdroj:
- 1928 – EC Bad Tölz (Eisclub Bad Tölz)
- 2002 – Tölzer Löwen

## Získané trofeje
- Meisterschaft / Bundesliga / DEL ( 2× )
  - 1961/62, 1965/66

## Přehled ligové účasti
Stručný přehled
Zdroj:
- 1950–1958: Eishockey-Oberliga (1. ligová úroveň v Německu)
- 1958–1976: Eishockey-Bundesliga (1. ligová úroveň v Německu)
- 1976–1992: 2. Eishockey-Bundesliga (2. ligová úroveň v Německu)
- 1992–1994: Eishockey-Oberliga Süd (3. ligová úroveň v Německu)
- 1994–1998: 1. Eishockey-Liga Süd (2. ligová úroveň v Německu)
- 1998–1999: Eishockey-Bundesliga (2. ligová úroveň v Německu)
- 1999–2006: 2. Eishockey-Bundesliga (2. ligová úroveň v Německu)
- 2006–2008: Eishockey-Oberliga (3. ligová úroveň v Německu)
- 2008–2009: 2. Eishockey-Bundesliga (2. ligová úroveň v Německu)
- 2009–2010: Eishockey-Oberliga (3. ligová úroveň v Německu)
- 2010–2017: Eishockey-Oberliga Süd (3. ligová úroveň v Německu)
- 2017– : DEL2 (2. ligová úroveň v Německu)

Jednotlivé ročníky
Zdroj:
Legenda: ZČ - základní část, červené podbarvení - sestup, zelené podbarvení - postup, fialové podbarvení - reorganizace, změna skupiny či soutěže
| Německo (1950 – ) |                       |           |           |                                             |                        |
| Sezóny            | Soutěž                | Úroveň    | ZČ        | Play-off                                    | Poznámky               |
| 1950/51           | Oberliga Süd          | 1. úroveň | 3. místo  |                                             |                        |
| 1951/52           | Oberliga Süd          | 1. úroveň | 3. místo  | Finálová skupina (6. místo)                 |                        |
| 1952/53           | Oberliga              | 1. úroveň | 4. místo  |                                             |                        |
| 1953/54           | Oberliga              | 1. úroveň | 3. místo  |                                             |                        |
| 1954/55           | Oberliga              | 1. úroveň | 4. místo  |                                             |                        |
| 1955/56           | Oberliga              | 1. úroveň | 3. místo  |                                             |                        |
| 1956/57           | Oberliga Süd          | 1. úroveň | 3. místo  | Finálová skupina (3. místo)                 |                        |
| 1957/58           | Oberliga Süd          | 1. úroveň | 3. místo  | Finálová skupina (3. místo)                 | Reorganizace           |
| 1958/59           | Bundesliga            | 1. úroveň | 2. místo  |                                             |                        |
| 1959/60           | Bundesliga            | 1. úroveň | 3. místo  |                                             |                        |
| 1960/61           | Bundesliga            | 1. úroveň | 2. místo  |                                             |                        |
| 1961/62           | Bundesliga            | 1. úroveň | 1. místo  | Finálová skupina (1. místo)                 |                        |
| 1962/63           | Bundesliga            | 1. úroveň | 1. místo  | Finálová skupina (2. místo)                 |                        |
| 1963/64           | Bundesliga            | 1. úroveň | 2. místo  | Finálová skupina (2. místo)                 |                        |
| 1964/65           | Bundesliga            | 1. úroveň | 2. místo  | Finálová skupina (2. místo)                 |                        |
| 1965/66           | Bundesliga            | 1. úroveň | 3. místo  | Finálová skupina (1. místo)                 |                        |
| 1966/67           | Bundesliga Süd        | 1. úroveň | 2. místo  | Finálová skupina (2. místo)                 |                        |
| 1967/68           | Bundesliga Süd        | 1. úroveň | 1. místo  | Finálová skupina (2. místo)                 |                        |
| 1968/69           | Bundesliga Süd        | 1. úroveň | 2. místo  | Finálová skupina (3. místo)                 |                        |
| 1969/70           | Bundesliga            | 1. úroveň | 3. místo  | Finálová skupina (2. místo)                 |                        |
| 1970/71           | Bundesliga            | 1. úroveň | 3. místo  |                                             |                        |
| 1971/72           | Bundesliga            | 1. úroveň | 4. místo  |                                             |                        |
| 1972/73           | Bundesliga            | 1. úroveň | 7. místo  |                                             |                        |
| 1973/74           | Bundesliga            | 1. úroveň | 7. místo  |                                             |                        |
| 1974/75           | Bundesliga            | 1. úroveň | 9. místo  |                                             |                        |
| 1975/76           | Bundesliga            | 1. úroveň | 10. místo |                                             | Sestup                 |
| 1976/77           | 2. Bundesliga         | 2. úroveň | 1. místo  | Finálová skupina (3. místo)                 |                        |
| 1977/78           | 2. Bundesliga         | 2. úroveň | 4. místo  | Finálová skupina (5. místo)                 |                        |
| 1978/79           | 2. Bundesliga         | 2. úroveň | 5. místo  |                                             |                        |
| 1979/80           | 2. Bundesliga         | 2. úroveň | 7. místo  |                                             |                        |
| 1980/81           | 2. Bundesliga         | 2. úroveň | 6. místo  |                                             |                        |
| 1981/82           | 2. Bundesliga Süd     | 2. úroveň | 5. místo  | Finálová skupina (7. místo)                 |                        |
| 1982/83           | 2. Bundesliga         | 2. úroveň | 3. místo  | Baráž o Bundesligu (4. místo)               |                        |
| 1983/84           | 2. Bundesliga Süd     | 2. úroveň | 3. místo  | Finálová skupina B (6. místo)               |                        |
| 1984/85           | 2. Bundesliga Süd     | 2. úroveň | 4. místo  | Baráž o Bundesligu (10. místo)              |                        |
| 1985/86           | 2. Bundesliga Süd     | 2. úroveň | 2. místo  | Baráž o Bundesligu (9. místo)               |                        |
| 1986/87           | 2. Bundesliga Süd     | 2. úroveň | 5. místo  | Baráž o 2. Bundesligu Süd, sk. A (1. místo) |                        |
| 1987/88           | 2. Bundesliga Süd     | 2. úroveň | 6. místo  | Baráž o 2. Bundesligu Süd, sk. B (3. místo) |                        |
| 1988/89           | 2. Bundesliga Süd     | 2. úroveň | 5. místo  | Baráž o 2. Bundesligu Süd, sk. A (1. místo) |                        |
| 1989/90           | 2. Bundesliga Süd     | 2. úroveň | 10. místo | Baráž o 2. Bundesligu Süd, sk. B (2. místo) |                        |
| 1990/91           | 2. Bundesliga Süd     | 2. úroveň | 8. místo  | Baráž o 2. Bundesligu Süd, sk. A (1. místo) |                        |
| 1991/92           | 2. Bundesliga Süd     | 2. úroveň | 10. místo | Baráž o 2. Bundesligu (7. místo)            | Sestup                 |
| 1992/93           | Oberliga Süd          | 3. úroveň | 3. místo  | Finálová skupina (2. místo)                 |                        |
| 1993/94           | Oberliga Süd          | 3. úroveň | 3. místo  | Finálová skupina (2. místo)                 | Reorganizace           |
| 1994/95           | 1. Eishockey-Liga Süd | 2. úroveň | 3. místo  | Osmifinále                                  |                        |
| 1995/96           | 1. Eishockey-Liga Süd | 2. úroveň | 1. místo  | Finále                                      |                        |
| 1996/97           | 1. Eishockey-Liga Süd | 2. úroveň | 1. místo  | Čtvrtfinále                                 |                        |
| 1997/98           | 1. Eishockey-Liga Süd | 2. úroveň | 9. místo  | 1. Liga Süd, Alpencup (výhra)               | Reorganizace           |
| 1998/99           | Bundesliga            | 2. úroveň | 9. místo  | Baráž o Bundesligu, sk. A (2. místo)        | Reorganizace           |
| 1999/00           | 2. Bundesliga         | 2. úroveň | 8. místo  | Čtvrtfinále                                 |                        |
| 2000/01           | 2. Bundesliga         | 2. úroveň | 3. místo  | Finále                                      |                        |
| 2001/02           | 2. Bundesliga         | 2. úroveň | 7. místo  | Čtvrtfinále                                 |                        |
| 2002/03           | 2. Bundesliga         | 2. úroveň | 11. místo |                                             |                        |
| 2003/04           | 2. Bundesliga         | 2. úroveň | 12. místo | Skupina o udržení (4. místo)                |                        |
| 2004/05           | 2. Bundesliga         | 2. úroveň | 12. místo | Skupina o udržení (2. místo)                |                        |
| 2005/06           | 2. Bundesliga         | 2. úroveň | 12. místo | Skupina o udržení (6. místo)                | Sestup                 |
| 2006/07           | Oberliga              | 3. úroveň | 3. místo  | Semifinále                                  |                        |
| 2007/08           | Oberliga Süd          | 3. úroveň | 1. místo  | Semifinále (výhra)                          | Postup                 |
| 2008/09           | 2. Bundesliga         | 2. úroveň | 2. místo  |                                             | Insolvence, odstoupení |
| 2009/10           | Oberliga              | 3. úroveň | 9. místo  | Semifinále                                  |                        |
| 2010/11           | Oberliga Süd          | 3. úroveň | 1. místo  | Semifinále                                  |                        |
| 2011/12           | Oberliga Süd          | 3. úroveň | 2. místo  | Vítěz                                       |                        |
| 2012/13           | Oberliga Süd          | 3. úroveň | 3. místo  | Čtvrtfinále                                 |                        |
| 2013/14           | Oberliga Süd          | 3. úroveň | 3. místo  | Finále, Süd                                 |                        |
| 2014/15           | Oberliga Süd          | 3. úroveň | 5. místo  | Předkolo                                    |                        |
| 2015/16           | Oberliga Süd          | 3. úroveň | 6. místo  | Předkolo                                    |                        |
| 2016/17           | Oberliga Süd          | 3. úroveň | 2. místo  | Finále                                      | Postup                 |
| 2017/18           | DEL2                  | 2. úroveň | 13. místo | Play-out, 2. kolo (výhra)                   |                        |
| 2018/19           | DEL2                  | 2. úroveň |           |                                             |                        |

## Účast v mezinárodních pohárech
Zdroj:
Legenda: SP - Spenglerův pohár, EHP - Evropský hokejový pohár, EHL - Evropská hokejová liga, SSix - Super six, IIHFSup - IIHF Superpohár, VC - Victoria Cup, HLMI - Hokejová liga mistrů IIHF, ET - European Trophy, HLM - Hokejová liga mistrů, KP – Kontinentální pohár
- SP 1966 – Základní skupina (4. místo)
- EHP 1966/1967 – 1. kolo